# Thorame-Haute
Thorame-Haute ist eine französische Gemeinde mit 247 Einwohnern (Stand 1. Januar 2022) im Département  Alpes-de-Haute-Provence in der Region Provence-Alpes-Côte d’Azur. Sie gehört zum Kanton Castellane im Arrondissement Castellane. Die Bewohner nennen sich Thoramiens, Ondraincs, Collaincs oder Peyrescans.

## Geographie
Thorame-Haute liegt in den französischen Seealpen und wird vom Fluss Verdon durchquert. Die angrenzenden Gemeinden sind: Beauvezer im Norden, Colmars im Nordosten, Castellet-lès-Sausses im Osten, Méailles im Südosten, Allons im Süden sowie La Mure-Argens und Thorame-Basse im Westen.
Der Bahnhof von Thorame-Haute wird von der meterspurigen Bahnstrecke Nizza–Digne-les-Bains der Chemins de fer de Provence bedient.
2007 wurde La Colle-Saint-Michel nach Thorame-Haute eingemeindet. In La Colle-Saint-Michel gibt es ein Wintersportgebiet mit Loipen von zusammen rund 35 Kilometern.

## Bevölkerungsentwicklung
| Jahr      | 1962 | 1968 | 1975 | 1982 | 1990 | 1999 | 2008 | 2012 |
| --------- | ---- | ---- | ---- | ---- | ---- | ---- | ---- | ---- |
| Einwohner | 210  | 206  | 191  | 187  | 206  | 174  | 228  | 232  |

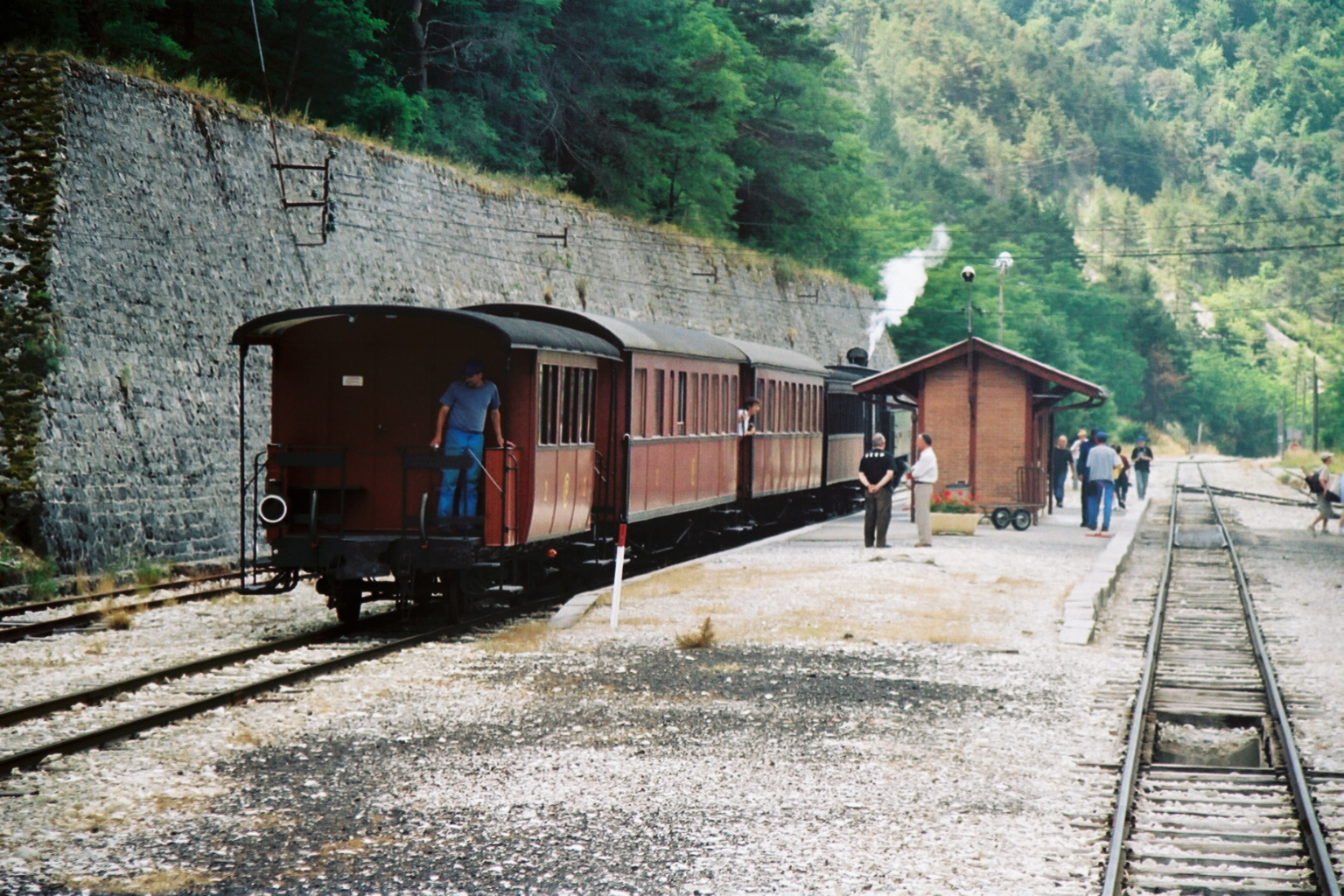
Bahnhof von Thorame-Haute
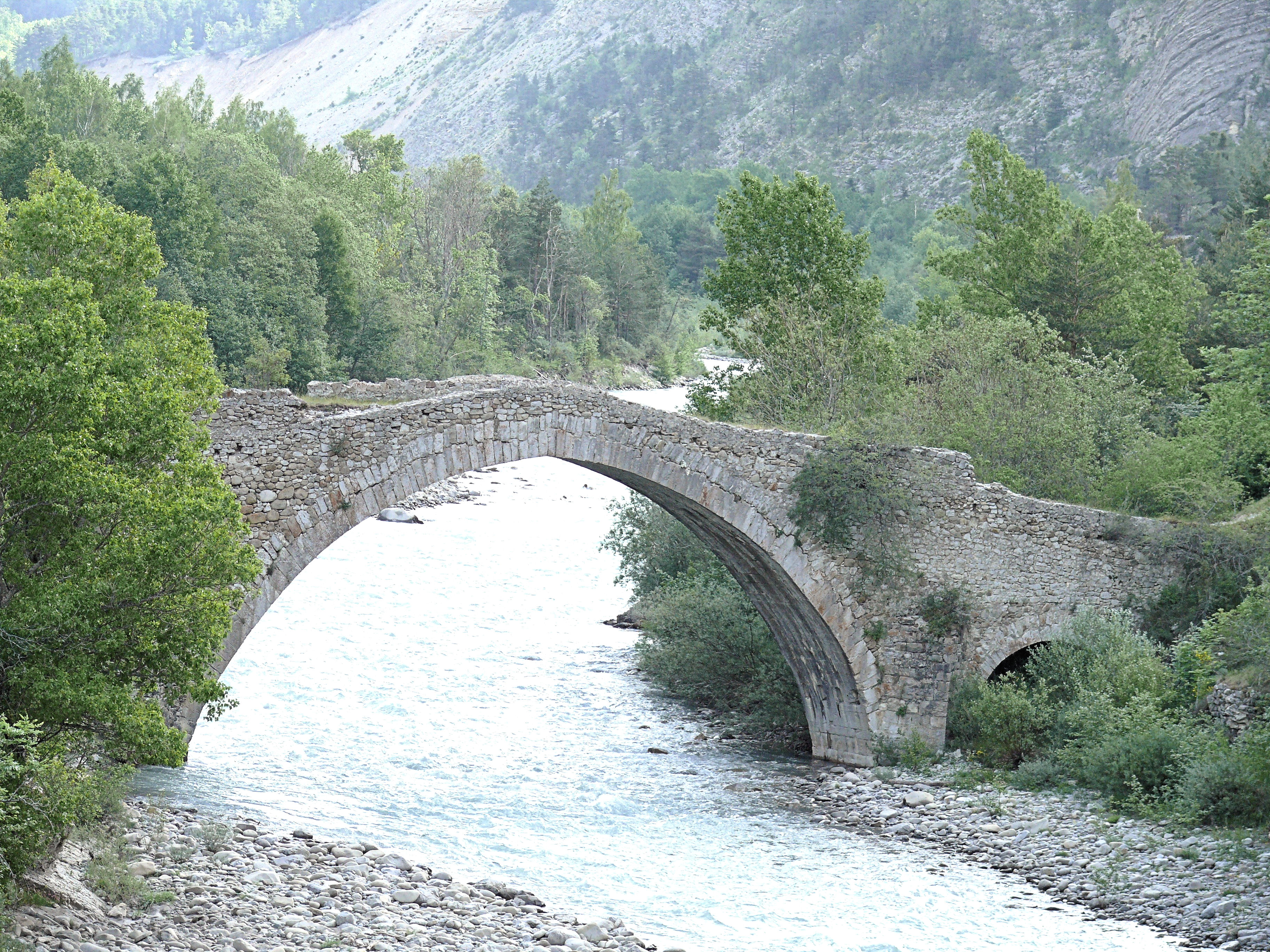
Pont du Moulin, eine Brücke über den Verdon
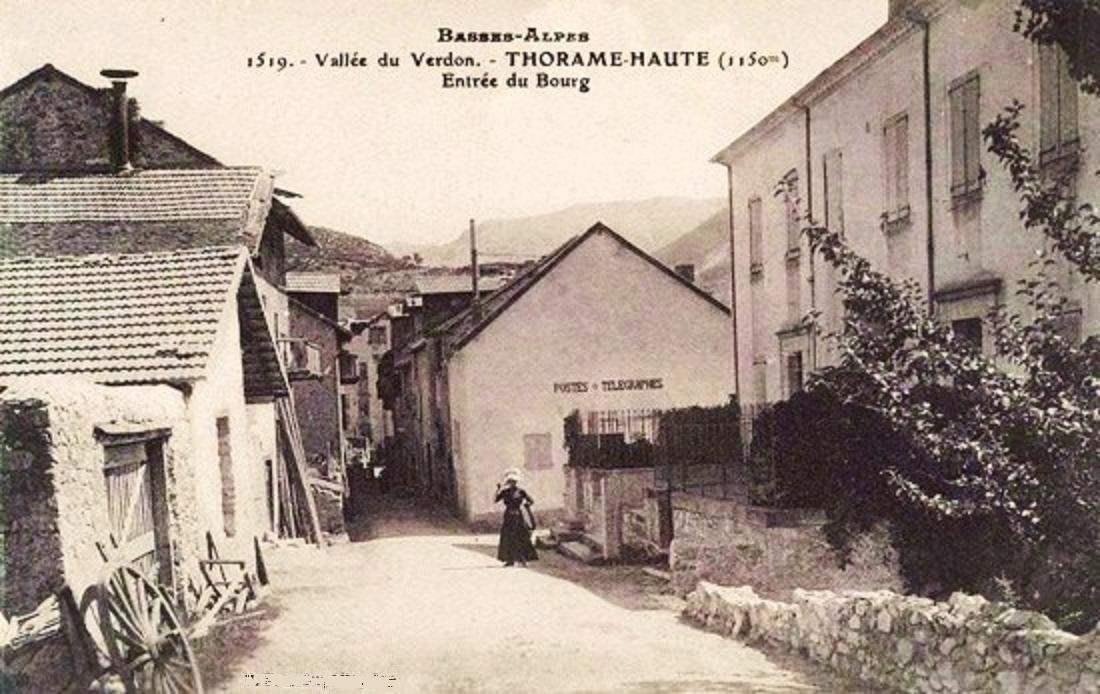
Thorame-Haute auf einer alten Postkarte

## Baudenkmäler
Siehe: Liste der Monuments historiques in Thorame-Haute